# کمیسیون حقوق بشر مالزی
کمیسیون حقوق بشر مالزی که با نام اختصاری سوهاکام (SUHAKAM) بهتر شناخته می‌شود نهاد ملی حقوق بشر (NHRI) مالزی است. این امر تحت قانون کمیسیون حقوق بشر مالزی ۱۹۹۹، قانون ۵۹۷، توسط پارلمان مالزی تأسیس شد و فعالیت خود را در ماه آوریل ۲۰۰۰ آغاز کرد. وظیفه آن ترویج آموزش حقوق بشر، مشاوره در مورد قوانین و سیاست‌ها و انجام تحقیقات است.
برخی از آنها که پس از مناقشه برکناری انور ابراهیم استقرار یافت، به استقلال آن از دولت مهاتیر محمد نخست‌وزیر وقت، اعتماد نداشتند. با این حال، هنگامی که موسی هیتام به عنوان اولین رئیس کمیسیون (در ابتدا با ۱۳ عضو) معرفی شد، این نگرانی‌ها کاهش یافت، زیرا اعتقاد بر این بود که او از بسیاری جهات منتقد مهاتیر باشد. با این حال، توصیه‌های کمیسیون در زمان ریاست موسی اغلب توسط دولت اجرا نمی‌شد. وقتی دوره دو ساله او به پایان رسید، او به دنبال انتخاب مجدد نبود.
تان سری ابوطالب عثمان، در ماه آوریل ۲۰۰۲ جایگزین موسی شد. ابوطالب در زمان مهاتیر به عنوان دادستان کل خدمت کرده بود و در مناقشه مربوط به انور ابراهیم نیز درگیر بود. همان‌طور که در وبگاه مالزی‌کینی گزارش شده است، او به‌طور گسترده به عنوان فرد نزدیک به ماهاتیر به نظر می‌رسید، اما سوهاکام در زمان ریاست ابوطالب به ارائه توصیه‌های بسیاری در زمینه حقوق بشر ادامه داد. در مورد بسیاری از این توصیه‌ها، هنوز از سوی دولت اقدامی به عمل نیامده است.

## اظهار تاسف سوهاکام در استفاده از قانون
در روز ۹ مه ۲۰۰۸، سوهاکام اعلام کرد که نگران استفاده از قانون فتنه برای محدود کردن آزادی بیان است. داتوک ان. شیوا سوبرامانیام (pmp) بیان کرد که باید از آزادی بنیانی مندرج در قانون اساسی، از جمله آزادی بیان و آزادی تجمعات مسالمت آمیز، حراست شود و او همچنین در مورد دستگیری و اتهام سردبیر پورتال خبری مالزیا تودِی، راجا پترا قمرالدین اظهار داشت: "سوهاکام متأسف است که راجا پوترا تحت قانون امنیت داخلی متهم شده است، به خاطر اینکه این امر نقض آزادی بیان است که از اصول بنیادین حقوق بشر است، استفاده از قانون در این مورد غیرقابل توجیه است، زیرا می‌توانست در دادگاه حقوقی به دنبال راه‌حل‌های مدنی باشد.

## در مورد کودک همسری در مالزی
رازالی اسماعیل، رئیس سوهاکام رویداد تکراری کودک همسری در مالزی را محکوم کرد و در این مورد اظهار داشت «این امر نقض حقوق بشر بوده و راه حلی برای مشکل فقر نیست». سوهاکام با ازدواج خردسالان در کمتر از سن قانونی، به ویژه افرادی که متعلق به خانواده‌های فقیر هستند مخالف است. این اقدام در مورد خردسالان غیرعادلانه است و راهی را برای والدین فراهم می‌کند تا خردسالان را به واسطه ازدواج بفروشند. در سال ۲۰۱۸، کودک همسری هنوز در مالزی برقرار بود که اغلب از این امر در جهت رهایی از فقر و تنگدستی به واسطه تبدیل خردسالان به کالا انجام می‌گرفت. رازالی همچنین از وزارت زنان، خانواده و توسعه جامعه درخواست کرد تا برنامه‌های حمایت اجتماعی برای خردسالان فقیر را در اولویت قرار دهد.